# Хауэри, Лил Рел
Лил Рел Хауэри (англ. Lil Rel Howery, при рождении Ми́лтон Ха́уэри-мла́дший — англ. Milton Howery Jr.; род. 17 декабря 1979, Чикаго, Иллинойс, США) — американский актёр и комик, наиболее известный по ролям Роберта Кармайкла в комедийном сериале «Шоу Кармайкла» (2015—2017) и офицера TSA Рода Уильямса в фильме ужасов «Прочь» (2017), а также по главной роли в сериале «Рел» (2018—2019).

## Биография
Милтон Хауэри-младший родился и вырос в Вест-Сайде, Чикаго, в семье Нэнси и Милтона Хауэри. С пятого по девятый класс учился в школе Провиденс Сент-Мел, затем перешёл в среднюю школу Крейна. В старшей школе Крейна Хауэри начал писать анекдоты и создавать сценарий для шоу талантов для взрослых, что побудило его профессионально заняться комедийным жанром. Прозвище Лил Рел получил благодаря его замеченному сходству со старшим кузеном Даррелом во время школьных занятий по баскетболу, откуда оно и пошло («Лил» — маленький, юный, «Рел» — сокр. от Даррел).
Хауэри начал выступать в жанре стендапа на Ист-Сайде Чикаго в Lion’s Den[нужен лучший источник]. Он дебютировал на телевидении в январе 2007 года на телевизионном реалити-шоу Last Comic Standing. В том же году он снялся в «П. Дидди представляет: Плохие парни из комедии» на канале HBO. В 2009 году он был участником Американской национальной ночи против преступности в Чикаго.
В 2012 году Хауэри и пять других комиков сыграли главные роли в возрождении Fox программы скетчей 1990-х годов «Живые цвета», закрытое в 2013 году. Хауэри продолжал работать сценаристом, продюсером и одним из постоянных актёров комедийного сериала TruTV «Друзья народа». В 2015 году он начал сниматься в роли Бобби Кармайкла в ситкоме NBC «Шоу Кармайкла» вместе с создателем шоу Джерродом Кармайклом.
В начале 2016 года Netflix добавил первый эксклюзивный сольный концерт Ховери Kevin Hart Presents: Lil Rel: RELevent для потоковой передачи в Соединенных Штатах.
10 мая 2018 года, Fox выпустил шоу «Рел», комедию положений с Хауэри в главной роли. По словам Хауэри, сериал основан на его собственной жизни, в том числе на разводе его отца. Премьера сериала состоялась 9 сентября 2018 года.
В 2017 году Хауэри получил награду MTV Movie & TV в номинации «Лучшее комедийное исполнение» за роль в сатирическом фильме ужасов Джордана Пила «Прочь».
В 2021 году снялся вместе с Райаном Рейнольдсом в комедийном фильме «Главный герой», сыграв полицейского Бадди.
В марте 2022 года в российский прокат выйдет эротический триллер Эдриана Лайна «Глубокие воды», сюжет которого закручивается вокруг порочного брака (героев Бена Аффлека и Аны де Армас). Картина основана на одноименном романе Патриции Хайсмитт. Хауэри исполнил в фильме роль Нэша, друга главного героя.

## Личная жизнь
Хауэри женился на Верине Робинсон 24 ноября 2008 года. У семьи родилось двое детей, после чего пара развелась в 2017 году.
В июне 2016 года Хауэри стал участником автомобильной аварии в Юниверсити-Виллидж, Чикаго, находясь на пассажирском сидении. Водитель другой участвующей в аварии машины в результате перепалки с Хауэри позвонил в службу 911, заявив об ударе по лицу со стороны Хауэри. Водитель машины, в которой ехал Хауэри, скрылся с места преступления на транспортном средстве, а Хауэри был арестован по обвинению в нанесении побоев, но в результате был признан невиновным. Водитель подал в суд на Хауэри за травмы, полученные во время драки.

## Фильмография
| Год       |    | Русское название                  | Оригинальное название                  | Роль                           |
| --------- | -- | --------------------------------- | -------------------------------------- | ------------------------------ |
| 2008      | ф  | —                                 | I Used to Love Her                     | Кантри                         |
| 2008      | ф  | —                                 | Undisputed Comedy Series               | н/д                            |
| 2010      | ф  | —                                 | Get a Job                              | Терри                          |
| 2012      | с  | —                                 | In Living Color                        | разные персонажи               |
| 2014—2015 | мс | Братья Лукас                      | Lucas Bros Moving Co                   | Белл / разные персонажи        |
| 2014—2015 | с  | —                                 | Friends of the People                  | разные персонажи               |
| 2015—2017 | с  | Шоу Кармайкла                     | The Carmichael Show                    | Бобби Кармайкл                 |
| 2016      | с  | —                                 | Broken                                 | Поли Тейпс                     |
| 2017      | ф  | Безумные семейки                  | Mad Families                           | Рон Рон                        |
| 2017      | ф  | Прочь                             | Get Out                                | Род Уильямс                    |
| 2017      | с  | Основы студенческого юмора        | CollegeHumor Originals                 | н/д                            |
| 2017      | с  | Белая ворона                      | Insecure                               | Квентин                        |
| 2017      | с  | —                                 | Do You Want to See a Dead Body?        | в роли самого себя             |
| 2018      | ф  | Ты водишь!                        | Tag                                    | Реджи                          |
| 2018      | ф  | Дядя Дрю                          | Uncle Drew                             | Дакс Уинслоу                   |
| 2018      | с  | История Бобби Брауна              | The Bobby Brown Story                  | Брайан Ирвин                   |
| 2018      | ф  | Птичий короб                      | Bird Box                               | Чарли                          |
| 2018—2019 | с  | Рел                               | Rel                                    | Рел                            |
| 2019      | мс | Приключения Рокки и Буллвинкля    | The Adventures of Rocky and Bullwinkle | Чаклс                          |
| 2019      | ф  | Бриттани бежит марафон            | Brittany Runs a Marathon               | Деметриус                      |
| 2019      | мс | Рапунцель: Новая история          | Tangled: The Series                    | Добродетельный Святой Гудберри |
| 2019      | ф  | Хорошие мальчики                  | Good Boys                              | отец Лукаса                    |
| 2019      | мф | Angry Birds 2 в кино              | The Angry Birds Movie 2                | Алекс                          |
| 2019      | с  | Дамы шутят по-чёрному             | A Black Lady Sketch Show               | ненастоящий менеджер           |
| 2019—2020 | с  | Шоу Шермана                       | Sherman’s Showcase                     | в роли самого себя             |
| 2019—2020 | мс | Ручей Крейга                      | Craig of the Creek                     | Дарнелл                        |
| 2019—2021 | с  | —                                 | South Side                             | Епископ                        |
| 2020      | ф  | Фотография                        | The Photograph                         | Кайл                           |
| 2020      | с  | Авторский гонорар                 | Royalties                              | Дуэйн Ди                       |
| 2020      | с  | Чи                                | The Chi                                | Зик Ремник                     |
| 2020      | с  | Прозревший                        | Woke                                   | чувак в футболке               |
| 2020      | с  | Сникерхеды                        | Sneakerheads                           | в роли самого себя             |
| 2020      | ф  | Облака                            | Clouds                                 | мистер Уивер                   |
| 2020      | ф  | Дом                               | Home                                   | Джейден                        |
| 2021      | ф  | Иуда и чёрный мессия              | Judas and the Black Messiah            | Уэйн                           |
| 2021      | ф  | Том и Джерри                      | Tom & Jerry                            | ангел Том / дьявол Том         |
| 2021      | ф  | Приколисты в дороге               | Bad Trip                               | Бад Мэлоун                     |
| 2021      | ф  | Отцовство                         | Fatherhood                             | Джордан                        |
| 2021      | ф  | Космический джем: Новое поколение | Space Jam: A New Legacy                | в роли самого себя             |
| 2021      | ф  | Главный герой                     | Free Guy                               | Приятель                       |
| 2021      | ф  | Друзья по отпуску                 | Vacation Friends                       | Маркус                         |
| 2021      | ф  | Национальные чемпионы             | National Champions                     | тренер Данн                    |
| 2022      | ф  | Я люблю моего отца                | I Love My Dad                          | Джимми                         |
| 2022      | ф  | Кружи меня                        | Spin Me Round                          | Пол                            |
| 2022      | ф  | Глубокие воды                     | Deep Water                             | Грант                          |
| 2022      | ф  | Братья по комнате                 | Bromates                               | Джонси                         |
| 2022      | мф | Удача                             | Luck                                   | Марвин                         |
| 2023      | ф  | Родители в законе                 | The Out-Laws                           | Тайри                          |
| 2023      | ф  | Друзья по отпуску 2               | Vacation Friends 2                     | Маркус                         |
| 2023      | ф  | Мельница                          | The Mill                               | Джо                            |
| 2023      | ф  | Мчимся мы сквозь снег             | Dashing Through the Snow               | Ник                            |
| 2023      | ф  | Отличный гамбургер 2              | Good Burger 2                          | Сесил Макневин                 |
| 2023      | мф | Щенячий патруль: Мегафильм        | PAW Patrol: The Mighty Movie           | Сэм Стрингер                   |
| 2024      | ф  | Встреча выпускников               | Reunion                                | Рэй Хэммонд                    |
| 2024      | ф  | Гарольд и фиолетовый мелок        | Harold and the Purple Crayon           | Лось                           |
| 2024      | мс | Добрые времена                    | Good Times                             | Скучи / Габриэль               |
| 2025      | ф  | Тот самый день                    | One of Them Days                       | покупатель                     |
| 2025      | мф | Догмен: Пушистая справедливость   | Dog Man                                | Шеф                            |
| 2026      | ф  | Друзья-животные                   | Animal Friends                         |                                |